# Stenolpium insulanum
Stenolpium insulanum es una especie de arácnido del orden Pseudoscorpionida de la familia Olpiidae.
Es un diminuto arácnido, cuyos pedipalpos recuerdan a los de los escorpiones, con los que mantiene solo un parentesco lejano.

## Distribución geográfica
Se encuentra en las Islas Galápagos.